# Energetska politika

## Energetska politika
Energetska politika (engl. Energy policy) predstavlja način na koji određeni subjekt (često državni) odlučuje baviti se pitanjima vezanim uz energetski razvoj, uključujući proizvodnju, raspodjelu i potrošnju energije. Obilježja energetske politike mogu uključivati donošenje zakonskih propisa, međunarodne ugovore, poticaje za ulaganja, smjernice za očuvanje energije, oporezivanje i druge tehnike javne politike.

### Nacionalna energetska politika

#### Mjere koje se koriste za kreiranje energetske politike
Nacionalna energetska politika sastoji se od skupa mjera koje uključuju zakone neke zemlje, sporazume i agencijske direktive. Energetska politika suverene nacije može uključivati jednu ili više sljedećih mjera:
- iskaz nacionalne politike o energetskom planiranju, izvorima energije, prijenosu i iskorištavanju energije
- zakonske propise o komercijalnim aktivnostima vezanim uz energiju (trgovina, transport, skladištenje, itd.)
- zakonske propise vezane uz uporabu energije, kao što su standardi učinkovitosti, emisijski standardi
- smjernice prema imovini i organizacijama energetskog sektora koje su u državnom vlasništvu
- aktivno sudjelovanje, koordiniranje i poticanje istraživanja fosilnih goriva te ostalih istraživačko-razvojnih aktivnosti vezanih uz energiju
- porezne politke vezane uz energetske proizvode i usluge (porezi, potpore,...)
- energetska sigurnost i mjere međunarodne politike, kao što su:

- međunarodni sporazumi i savezi u energetskom sektoru,
- opći međunarodni trgovinski sporazumi,
- posebni odnosi sa zemljama bogatima energijom, uključujući vojnu prisutnost i/ili dominaciju.

Često je glavno pitanje energetske politike rizik neusklađenosti ponude i potražnje (vidi: energetska kriza). Današnje energetske politike se također bave pitanjima zaštite okoliša. Neke države utvrđuju jasnu i nedvosmislenu energetsku politiku, dok neke druge ne, no bez obzira na to, svaka država primjenjuje neku vrstu energetske politike. Vladina ili međuvladina tijela mogu koristiti ekonomsko i energetsko modeliranje kao savjetodavne ili analitičke instrumente.

#### Čimbenici unutar energetske politike
Postoji niz elemenata koji su sadržani u nacionalnoj energetskoj politici, neovisno o tome kojom se od gore navedenih mjera došlo do konačne politike. Glavni elementi svojstveni energetskoj politici su, kako slijedi:
- Kolika je sigurnost dobave energije neke zemlje
- Od kuda proizlaze budući izvori energije
- Kako će se trošiti energija u budućnosti (npr. među sektorima)
- Koji su ciljevi buduće energetske intenzivnosti, omjera potrošene energije u odnosu na bruto domaći proizvod (BDP)
- Koji su ekološki faktori prihvatljivi i predviđeni
- Koji oblik „prenosive energije“ je predviđen (npr. izvori goriva za motorna vozila)
- Na koji će se način poticati energetski učinkoviti uređaji i vozila (npr. hibridni automobili, kućanski aparati)
- Kako nacionalna politika može utjecati na djelovanje pokrajina, država i općina
- Koji su specifični mehanizmi (npr. porezi, poticaji, standardi proizvodnje) uspostavljeni kako bi se mogla provesti cjelokupna politika

### Energetska politika na razini pokrajine ili općine
Utjecajni subjekti, poput općinskih ili regionalnih vlasti i energetske industrije, će također primjenjivati svoju politiku. Mjere politike koje su dostupne ovim subjektima su manjeg opsega u smislu suverenosti, ali mogu biti jednako važne kao i nacionalne mjere. Štoviše, postoje određene aktivnosti bitne za energetsku politiku koje se, realno gledano, ne mogu primijeniti na nacionalnoj razini, kao što je praćenje praksi očuvanja energije u procesima izgradnje, a što se uobičajeno kontrolira kroz državno-regionalne ili općinske pravilnike o građenju (iako mogu postojati i temeljni federalni zakonski propisi).

## Europa

### Europska unija
Europska unija mora riješiti važne izazove, kao što su klimatske promjene, sve veća ovisnost o uvozu i sve veća koncentracija rezervi sirovina (ugljikovodici, ugljen), koje dovode do neprekidnog rasta energetskih troškova. 
Na sastanku Europskog vijeća održanom 8. i 9. ožujka 2007. godine izložen je Akcijski plan
za Energetsku politiku za Europu (EPE) za razdoblje od 2007. – 2009. godine u kojem je cilj ograničavanje povećanja globalnog
temperaturnog prosjeka na najviše 2° C iznad predindustrijskih razina, kako je predviđeno
Protokolom iz Kyota.
U svrhu ostvarivanja tog cilja EPE ce težiti:
- većoj sigurnosti opskrbe;
- osiguranju konkurentnosti europskih gospodarstava i dostupnosti pristupačne energije;
- promicanju održivosti okoliša i borbi protiv klimatskih promjena.

Među najbitnijim aktivnostima iz Akcijskog plana treba naglasiti one vezane uz energetsku
učinkovitost i obnovljive izvore.
 Porast energetske učinkovitosti i korištenje obnovljivih izvora povećat će sigurnost opskrbe
energijom uzrokujući pad predviđene potrošnje, održavajući cijene stabilnima (veća
dostupnost i manja potražnja) i smanjujući emisije stakleničkih plinova., 
Po tom pitanju EPE-a je postavila ove ciljeve:
- povećati energetsku učinkovitost u EU u cilju ostvarivanja 20% manje potrošnje energije u EU u usporedbi s predvidanjima za 2020.
- ostvariti obvezujući cilj od 20% udjela obnovljivih izvora energije u ukupnoj potrošnji energije u EU do 2020. godine;
- obvezujući cilj od najmanje 10% udjela bioloških goriva u ukupnoj potrošnji benzinskih i dizelskih goriva za prijevoz u EU, koji sve države članice moraju ostvariti

do 2020. godine.

Strateški dokumenti koji govore o tome:
1. Protokol iz Kyota
2. Zelena knjiga o energetskoj učinkovitosti
3. Energetska politika za Europu

### Republika Hrvatska
Kako je Republika Hrvatska postala zemlja-kandidat za punopravno članstvo u Europskoj uniji, prilagodila je svoju Strategiju ciljevima EU.
Prema Nacrtu zelene knjige objavljenom u listopadu 2008.godineStrategija energetskog razvoja Republike Hrvatske slijedi tri temeljna energetska cilja:
- Sigurnost opskrbe energijom
- Konkurentnost energetskog sustava
- Održivost energetskog razvoja

U Nacrtu, u kojemu je isplaniran energetski razvoj do 2020. godine (s pogledom do 2030.) se ističe da Hrvatska prepoznaje svoj povoljan geopolitički položaj i tranzitni potencijal, te da će imati aktivnu ulogu u regionalnom energetskom sektoru. Zbog toga se treba pozicionirati kao:
- tranzitna zemlja za dobavne pravce nafte i prirodnog plina(što uvelike utječe na sigurnost dobave)
- energijsko čvorište za opskrbu Europe ukapljenim prirodnim plinom(LNG)
- zemlja s jakim prijenosnim kapacitetima za električnu energiju
- zemlja izvoznik električne energije i
- lider u poticanju energetske učinkovitosti u regiji

Vezano uz klimatske promjene i pitanja zaštite okoliša, glavni izazov je razvoj gospodarstva sa smanjenom emisijom ugljikovog dioksida. Težit će se učinkovitijem korištenju energije, korištenju obnovljivih izvora energije, većoj uporabi neutralnih goriva, i sl. te razvoju i primjeni tehnologije izdvajanja i spremanja CO2 (CCS).

## Vanjske poveznice
- Protokol iz Kyota  Arhivirana inačica izvorne stranice od 1. veljače 2018. (Wayback Machine) (engl.)
- Zelena knjiga o energetskoj učinkovitosti (engl.)
- Energetska politika za Europu(engl.)

## Poveznice
- obnovljivi izvori energije
- sigurnost dobave energije
- zaštita okoliša